# Łobozew (gmina)
Łobozew – dawna gmina wiejska istniejąca w latach 1934–1939, 1941–1944 i 1952–1954 w województwie lwowskim i woj. rzeszowskim (dzisiejsze woj. podkarpackie). Siedzibą władz gminy był Łobozew (obecnie są to wsie Łobozew Górny i Łobozew Dolny).

## Historia

### 1934–1939
Gminę zbiorową Łobozew utworzono 1 sierpnia 1934 roku w województwie lwowskim, w powiecie leskim, z dotychczasowych jednostkowych gmin wiejskich: Bóbrka, Daszówka, Łobozew, Sokole, Teleśnica Oszwarowa, Teleśnica Sanna, Ustjanowa i Zabrodzie. Gminy te przekształcono 17 września 1934 w osiem gromad (sołectw) gminy Cisna.
Po wybuchu II wojny światowej i agresji ZSRR na Polskę granica niemiecko-sowiecka przedzieliła gminę wzdłuż Sanu. Zasadnicza częśc gminy Łobozew została włączona do ZSRR, gdzie została zniesiona i włączona do utworzonego 10 stycznia 1940 rejonu ustrzyckiego w obwodzie drohobyckim. Jedynie gromadę Zabrodzie oraz lewobrzeżne fragmenty gromad Bóbrka i Teleśnica Sanna zostały zajęte przez Niemców, wchodząc w skład gminy Wołkowyja w Landkreis Sanok dystryktu krakowskiego Generalnego Gubernatorstwa. Gromadę Zabrodzie zachowano, zasilając ją o fragment gromady Bóbrka i większą, aczkolwiek (na skutek przeprowadzenia granicy) pozbawioną siedziby część gromady Solina, natomiast fragment gromady Teleśnica Sanna zintegrowano z gromadą Horodek w gminie Wołkowyja. 

### 1941–1944
Rejon ustrzycki przestał istnieć wraz z wybuchem wojny niemiecko-radzieckiej 22 czerwca 1941. Na mocy dekretu Adolfa Hitlera z 1 sierpnia 1941 obszar dawnej gminy Łobozew wszedł w skład Generalnego Gubernatorstwa i utworzonego tam nowego dystryktu Galicja, gdzie odtworzono gminę Łobozew w jej oryginalnych granicach. 15 listopada 1941 gminę Łobozew włączono do powiatu sanockiego w dystrykcie krakowskim. Liczba mieszkańców gminy w 1943 roku wynosiła 7150: 917 w Bóbrce, 604 w Daszówce, 1375 w Łobozewie, 414 w Sokolem, 826 w Teleśnicy Oszwarowej, 701 w Teleśnicy Sannej, 1977 w Ustjanowej i 336 w Zabrodziu.
Latem 1944, po zajęciu terenów na wschód od Sanu przez Armię Czerwoną, podział obszaru zniesionej gminy Łobozew na Sanie zamanifestował się identycznie co w latach 1940–41. Prawie cały obszar włączono do reaktywowanego rejonu ustrzyckiego w obwodzie drohobyckim w ZSRR. Jedynie gromada Zabrodzie, położona w całości na lewym brzegu Sanu, nie została włączona do ZSRR, wchodząc przejściowo w skład gminy Wołkowyja. W ZSRR zniesioną gminę Łobozew podzielono na sześć rad wiejskich:
- rada wiejska Bóbrka (Бібрська сільська рада) – wieś Bóbrka (Бібрка);
- rada wiejska Daszówka (Дашівська сільська рада) – wieś Daszówka (Дашівка);
- rada wiejska Łobozew (Лобізвянська сільська рада) – wieś Łobozew (Лобізва);
- rada wiejska Sokole (Соколенська сільська рада) – wieś Sokole (Соколе), chutor Bukowina (Буковіна);
- rada wiejska Teleśnica Oszwarowa (Телешнице-Ошварівська сільська рада) – wieś Teleśnica Oszwarowa (Телешница Ошварова), wieś Teleśnica Sanna (Телешниця Сянна);
- rada wiejska Ustjanowa (Устянівська сільська рада) – wieś Ustjanowa (Устянове).

W marcu 1945 wyznaczono ostatecznie granicę państwową z ZSRR, w wyniku czego do Polski przeszła także Bóbrka oraz zachodnie części Łobozewa i Ustjanowej (Łobozew Dolny i Ustjanowa Dolna). Wszystkie te miejscowości, wraz z Zabrodziem w gminie Wołkowyja, weszły w skład reaktywowanej gminy Olszanica w powiecie leskim po przekazaniu Polsce także rejonu Olszanicy. Zabrodzie i Bóbrka utworzyły gromady w gminie Olszanica, natomiast przedzielone granicą Łobozew i Ustjanowa, jako zbyt małe, włączono odpowiednio do gromad Bóbrka (Łobozew Dolny) i Stefkowa (Ustjanowa Dolna) w gminie Olszanica.

### 1952–1954
Gminę Łobozew reaktywowano ponownie 1 stycznia 1952 w woj. rzeszowskim w ramach umowy o zmianie granic z 15 lutego 1951. Do Polski włączono wówczas ze zniesionego  rejonu ustrzyckiego w ZSRR: Daszówkę, Teleśnicę Oszwarową i Teleśnica Sanną oraz wschodnie części Łobozewa i Ustjanowej (Łobozew Górny i Ustjanowa Górna), które połączono ponownie z ich zachodnimi częściami w Polsce (Łobozewem Dolnym i Ustjanową Dolną). Nowa gmina weszła w skład nowo utworzonego  powiatu ustrzyckiego w województwie rzeszowskim. 29 września 1952 obszar gminy podzielno na pięć gromad:
- Daszówka (wieś Daszówka z ZSRR, 849 ha);
- Teleśnica Oszwarowa (wieś Teleśnica Oszwarowa z ZSRR, 1022 ha);
- Teleśnica Sanna (wieś Teleśnica Sanna z ZSRR, 1180 ha).
- Łobozew (wieś Łobozew Górny z ZSRR + wieś Łobozew Dolny z gromady Bóbrka w gminie Olszanica w powiecie leskim);
- Ustjanowa (wieś Ustjanowa Górna z ZSRR + wieś Ustjanowa Dolna z gromady Stefkowa w gminie Olszanica w powiecie leskim).

Sokole, należące przed wojną do gminy Łobozew, a po wojnie do ZSRR, weszło w 1952 roku w skład nowej gminy Polana w powiecie ustrzyckim. Natomiast należące przed wojną do gminy Łobozew gromady Zabrodzie i Bóbrka, które powróciły do Polski już w roku 1944 (Zabrodzie) i 1945 (Bóbrka) i odtąd należały do gminy Olszanica w powiecie leskim, pozostały przy gminie Olszanica także po 1952 roku.
30 maja 1953 gromadę Ustianowa podzielona na dwie odrębne gromady: Ustianowa Dolna i Ustianowa Górna, a już 21 września 1953 gromadę Ustjanowa Górna wyłączono z gminy Łobozew, włączając ją do gminy Jasień w tymże powiecie. Pod koniec 1953 roku skład gminy Łobozew obejmował zatem gromady: Daszówka, Łobozew, Teleśnica Oszwarowa, Teleśnica Sanna i Ustjanowa Dolna.
Gmina została zniesiona 29 września 1954 roku wraz z reformą wprowadzającą gromady w miejsce gmin:
Jednostki nie przywrócono 1 stycznia 1973 roku po reaktywowaniu gmin. Jej oryginalny obszar sprzed 1939 wszedł w skład gmin: Ustrzyki Dolne (Daszówka, Łobozew Dolny i Górny, Sokole, Teleśnica Oszwarowa, Teleśnica Sanna oraz  Ustjanowa Dolna i Górna) i Olszanica (Bóbrka i Zabrodzie).